# Siklósbodony
Siklósbodony je selo u južnoj Mađarskoj.
Zauzima površinu od 5,33 km četvorna.

## Zemljopisni položaj
Nalazi se na 45° 54' 37" sjeverne zemljopisne širine i 18° 7' 13" istočne zemljopisne dužine, sjeverno od Viljanske planine.
Edsemartin je neposredno zapadno, Tengarin je 2,5 km sjeverozapadno, Dirovo (Kizdir) je 2 km sjeverno, Ovčar je 2,5 km sjeveroistočno, Szava je 2,5 km istočno-jugoistočno, Pabac je 500 m jugoistočno, Rádfalva je 4 km južno, a Korša je 4 km jugozapadno.

## Upravna organizacija
Upravno pripada Šikloškoj mikroregiji u Baranjskoj županiji. Poštanski broj je 7814. 
U Siklósbodonyu djeluje jedinica romske manjinske samouprave.

## Povijest
Siklósbodony i okolica su bili naseljeni prije doseljenja ugarskih plemena (doba "sedam vezira") u Panonsku nizinu. To potvrđuje stara zemljana utvrda (földvár) koja se nalazi na području ovog sela. 
Selo se prvi put spominje u dokumentima pod imenom Bodun i to 1295. godine.
U radzdoblju do 1300. se spominje kao Budun, od 1332. do 1335. kao Sudun, Bundunh(er), Budun, Budu.
Selo je bilo posjedom šikloške tvrđave u 15. stoljeću.
Selo je opustjelo za turske vlasti. Stanovnici su se preselili u Babac. Selo je ponovno dobilo stanovnike nakon Rákóczijeva ustanka. Selo je sagrađeno oko bivše zemljane utvrde (földvár). Crkva je sagrađena 1754. godine.
1770-ih je pripadalo plemićkoj obitelji Batthyány.
Početkom 20. st. je Siklósbodony pripadao Selurinačkom kotaru Baranjske županije. 
Prema metodologiji popisa iz 1910., u selo je 272 stanovnika, od čega 268 Mađara odnosno 269 rimokatolika.

## Stanovništvo
Siklósbodony ima 142 stanovnika (2001.). Mađari su većina. Roma je 2,7%. Rimokatolika je 48%, a nepoznate vjere i onih koji su se odbili izjasniti o vjeroispovijesti je 50%.

## Vanjske poveznice
- Siklósbodony na fallingrain.com